# Four (албум групе One Direction)
Four (углавном стилизован као „FOUR”) је четврти музички албум британско-ирског бој бенда Оne Direction, објављен 17. новембра 2014. године од Columbia records и Syco music. Две песме су објављене са албума, Steal My Girl и Night Changes, обе су постигле статус платине у САД, и донеле бенду њихов десети и једенаести топ-десет хит у Великој Британији. Овај албум је такође последњи албум One Directiona-a са чланом Зејн Малик, који је објавио да је напустио бенд 25. марта 2015. године.
Албум је примио генерално позитивне рецензије од музичких критичара. Дебитовао је као број један у 18 земаља, укључујући Велику Британију, Аустралију и САД. Са Four, One Direction је постао први бенд који је објавио своја прва четири албума под бројем један у Сједињеним Америчким Државама. У складу са International Federation of the Phonographic Industry (IFPI), Four је био шести најпродаванији албум 2014. године, са 3,2 милиона копија које су продане широм света.

## Позадина и развој
Дана 27. априла 2014. године, потврђено је да је One Direction радио на њиховом четвртом музичком албуму. Луј Томлинсон и Лијам Пејн су радили на већини албума са текстописцима Џулијаном Бунетом, Џоном Рајаном и Џејмијем Скотом; Хари Стајлс и Зејн Малик такође су написали песме са Бунетом, Рајаном, Скотом и продуцентом Јоханом Карлсоном.
Име и корица албума су објављени 8. септембра 2014. године на званичном сајту One Direction-a, уз бесплатно преузимање песме "Fireproof", које је било доступно 24 часа. Fireproof су написали Пејн и Томлинсон са Џоном Рајаном, Џејмијем Скотом и Џулијаном Бунетом, који су такође написали њихову песму  Story of My Life. У периоду од 24 сата генерисано је 1,1 милион преузимања. Песма је објављена на бендовом Vevo профилу 22. септембра.
У интервјуу са Сајмоном Кауелом, откривено је да ће једна од песама са албума носити наслов 18. Њу је написао Ед Ширан, који је такође написао Little Things и Moments за бенд. Хоран је смислио име албума, у знак сећања да је то бендов четврти албум и да су прошле четири гоидне од формирања бенда.

## Турнеја
Главни чланак: On the Road Again Tour
Турнеја On the Road Again најављена је на аустралијском јутарњем ТВ програму Today, у коме је бенд дао претходно снимљен интервју, објављујући детаље њиховог повратка у Аустралију. Касније је објављено да ће бенд бити на турнеји у Азији и Африци. Група ће у неким државама по први пут наступати, на пример у Уједињеним Арапским Емиратима. 24. октобра 2014. године, на званичном One Direction сајту, објављено је још неколико датума турнеје у Европи, САД и Канади.
Турнеја је почела 7. фебруара 2015. у Сиднеју, Аустралији, а завршила се 31. октобра 2015. у Шефилу, Енглеској. 19. марта 2015. објављено је да ће члан групе Зејн Малик, направити паузу од турнеје због стреса. Само шест дана касније Малик је објавио званични одлазак из групе. Зарада од турнеје је била 208 милиона долара од 80 концерата и преко 2,3 милиона продатих карата.

## Песме
Steal My Girl је објављена као прва песма са албума 29. септембра 2014. у свету, а у Уједињеном Краљевству 19. октобра 2014. Потом је Night Changes објављена као друга песма 14. новембра 2014.

### Промотивне песме
Било је пет промотивних песама, објавњених на пет различитих дана; када су фанови унапред наручили албум, добили су тренутно преузимање песама. Ready To Run је објављена као прва промотивна песма 6. новембра. Where Do Broken Hearts Go је објављена као друга промотивна песма 10. новембра. 18 је објављена као трећа промотивна песма 11. новембра. Girl Almighty је објављена као четврта промотивна песма 12. новембра. Fool's Gold је објављена као пета промотивна песма 13. новембра.

## Критике
Албум Four је генерално позитивно оцењен од стране музичких критичара. Неки су наводили да је писање песама чланова бенда достигло зрелост, док су други тврдили да је музички садржај исувише сличан претходном раду бенда. На Метакритику, чија је скала до 100 бодова, албум је оцењен са 65 бодова, што генерално указује на позитивне критике.
Нил Макормик из Дејли Телеграфа нашао је „мало вероватно поређeње са Брусом Спрингстееном у најновијој понуди квинтета", и да је Four „тешко не волети: весео је, уздижући,снажан и забаван", али је ипак рекао да је то „писање песама бројевима". AllMusic је у својој рецензији написао да је ово бендов „четврти по реду добро скројен, пун сјајних поп песама албум” иако је истакнута шема сваког објавњеног албума да су објавњени „баш на време за оптимално празнично даривање”. Чепо Мокена из Гардијана дао је албуму шаренију рецензију од 3 звездице, правећи поређење са Спрингстином али уз коментар да је „једва нови поп”, и Џим Фабер из   New York Daily News је такође дао три звездице и похвалио групу за „њихово познавање својих граница”, али у исто време преиспитивао зашто су радећи то провели „много времена одуговлачећи” и указао на очигледну „анксиозност” и изразио разочарање да албум представља корак напред за њихову историју, и „представља корак уназад за звук и осећајност”. Енди Гил пишући за The Independent прокоментарисао је да је албум „дугачак пут од стандардног такмичара Икс Фактора”, хвалећи текстове Томлинсона и Пејна.

## Комерцијална достигнућа
Након што је објављен 12. новембра 2014. године, албум је брзо скочио на врх топ листе албума у Великој Британији, са 142.000 продатих примерака у првој недељи. Албум је достигао трећи узастопни албум One Direction-a на првом месту. У првој недељи БПИ (Британска фонографска индустрија) прогласила је албум златним, а у четвртој недељи платинастим.
Луксузно издање албума Four постао је најбоље пласирани албум на iTunes-u у 67 држава.У Сједињеним Државама албум је дебитовао на првом месту Билбордове 200 топ листе на крају недеље, 23. новембра 2014, са продатих 387.000 примерака. Тако је One Direction посталo прва музичка група, чији је сваки од прва четири студијска албума дебитовао на првом месту; The Monkees и The Kingston Trio су такође дошли до првог места са прва четири албума, али не у првој недељи продаје. One Direction прате три соло извођача који су добили сатус броја 1 са прва четири албума: Бритни Спирс и Ди-Ем-Екс 2003, и Бијонсе 2011. (2013. Бијонсин пети албум такође је дебитовао на првом месту). У Сједињеним Државама 2014. године Four је продат у 814.000 примерака, што је девети најпродаванији албум године. У августу 2015. године у Сједињеним Државама дошао је до броја од милион продатих примерака, а до октобра 2015. године продато је 1.016.000 копија.

## Списак песама
Four - стандардно издање
| No. | Назив                       | Аутор(и)                                                                         | Продуцент(и)                                | Трајање |
| --- | --------------------------- | -------------------------------------------------------------------------------- | ------------------------------------------- | ------- |
| 1.  | „Steal My Girl"             | Луј Томлинсон • Лијам Пејн • Вејн Хектор • Џулијан Бунета • Ед Џрует • Џон Рајан | Џулијан Бунета • Пар Вестерлунд • Џон Рајан | 3:48    |
| 2.  | „Ready To Run"              | Томлинсон • Пејн • Џејми Скот • Бунета • Рајан                                   | Бунета • Рајан                              | 3:16    |
| 3.  | „Where Do Broken Hearts Go" | Хари Стајлс • Бунета • Рут-Ен Кунингам • Тиодор Гајгер • Али Тампоси             | Бунета • Пар Вестерлунд • Теди Гајгер       | 3:49    |
| 4.  | „18"                        | Ед Ширан • Оливер Франк                                                          | Стив Робсон • Мет Ред • Сем Милер           | 4:08    |
| 5.  | „Girl Almighty"             | Бунета • Рајан • С.Пејџес Менер                                                  | Бунета • Рајан • Александар Оријет          | 3:21    |
| 6.  | „Fools Gold"                | Скот • Морин Макдоналд • Најл Хоран • Зејн Малик • Стајлс • Томлинсон • Пејн     | Ред • Џејми Скот • Сем Милер                | 3:31    |
| 7.  | „Night Changes"             | Скот • Бунета • Рајан • Хоран • Малик • Стајлс • Томлинсон • Пејн                | Бунета • Рајан                              | 3:46    |
| 8.  | „No Control"                | Томлинсон • Кунингам • Скот • Пејн • Бунета • Рајан                              | Бунета • Ијан Францино • Рајан • Афтерс     | 3:19    |
| 9.  | „Fireproof"                 | Пејн • Томлинсон • Рајан • Скот • Бунета                                         | Бунета • Рајан • Бен "Бенџинер" Ченг        | 2:54    |
| 10. | „Spaces"                    | Томлинсон • Пејн • Скот • Бунета • Рајан                                         | Бунета • Афтерс • Рајан                     | 4:16    |
| 11. | „Stockholm Syndrome"        | Стајлс • Бунета • Рајан • Јохан Карлсон                                          | Бунета • Рајан                              | 3:34    |
| 12. | „Clouds"                    | Томлинсон • Пејн • Малик • Скот • Бунета • Рајан                                 | Бунета • Рајан                              | 3:51    |

Four - ултимативно издање
| No. | Назив                | Аутор(и)                                                                | Продуцент(и)    | Трајање |
| --- | -------------------- | ----------------------------------------------------------------------- | --------------- | ------- |
| 13. | „Change Your Ticket" | Пејн • Томлинсон • Хоран • Малик • Стајлс • Сем Мартин • Бунета • Рајан | Бунета • Афтерс | 4:26    |
| 14. | „Illusion"           | Пејн • Скот • Бунета • Рајан                                            | Бунета • Рајан  | 4:14    |
| 15. | „Once In A Lifetime" | Скот • Бунета • Рајан                                                   | Бунета • Рајан  | 2:38    |
| 16. | „Act My Age"         | Бунета • Џрует • Рајан                                                  | Бунета • Рајан  | 3:18    |

Four - јапанско издање
| No. | Назив                                                 | Аутор(и)                                                   | Продуцент(и)                         | Трајање |
| --- | ----------------------------------------------------- | ---------------------------------------------------------- | ------------------------------------ | ------- |
| 13. | „Steal My Girl" (Биг Пејно и Афтерс пул парти ремикс) | Томлинсон • Пејн • Хектор • Бунета • Џрует • Рајан         | Бунета • Вестерлунд • Рајан • Афтерс | 5:20    |
| 14. | „Steal My Girl" (Акустична Верзија)                   | Томлинсон • Пејн • Хектор • Џулијан Бунета • Џрует • Рајан | Бунета • Вестерлунд • Рајан          | 3:47    |
| 15. | „Story Of My Life" (Уживо из Сан Сира)                | Скот • Рајан • Хоран • Малик • Пејн • Стајлс • Томлинсон   | Бунета • Рајан                       | 4:09    |

## Стручни тим
Заслуге узете из белешки о албуму Four 
- Афтерс - продуцент
- Дејмон Бунета - пратећи вокали
- Џулијан Бунета - бубњеви, инжењер, микс, музичар, продуцент, програмирање, вокални продуцент, пратећи вокали
- Питер Бунета - пратећи вокали
- Бен "Бенџинер" Ченг - инжењер, вокални продуцент
- Том Којн - мастеринг
- Ијан Долинг - инжењер
- Ед Џрует - пратећи вокалои
- Ијан Францино - асистент инжењера, инжењер, музичар, продуцент, пратећи вокали
- Теди Гајгер - продуцент, пратећи вокали
- Србан Генија - микс
- Ендру Хас - бас, инжењер, музичар
- Џон Хејнс - микс инжењер
- Вејн Хектор - пратећи вокали
- Најал Хоран - гитара, вокали
- Хелен Хорлик - ментор вокала
- Аш Хаус - микс
- Ноа Ливингстон - пратећи вокали
- Зејн Малик - вокали
- Ренди Мерил - асистент
- Сем Милер - додатна производња, инжењер, вокални продуцент
- Ван Дирекшн - основни извођач, пратећи вокали
- Алекс Орјет - додатна производња, инжењер
- Лијам Пејн - вокали
- Лук Поташник - гитара
- Мет Ред - додатна производња, бубњеви, гитара, клавијатуре, клавир, продуцент, програмирање
- Стив Робсон - бас, продуцент
- Џон Рајан - инжењер, гитара, музичар, прогамирање, вокални продуцент, пратећи вокал
- Џејми Скот - гитара, клавијатуре, музичар, продуцент, пратећи вокали
- Рајан Џозеф Шонеси - фотографисање
- Хари Стајлс - вокали
- Луј Томлинсон - вокали
- Пар Вестерлунд - продуцент, програмирање
- Џо Зук - микс